# Josef Bureš (fotograf)
Josef Bureš (bulharsky Йосиф Буреш; 1845 Praha – 20. prosince 1921 Sofie) byl český fotograf aktivní v Bulharsku.

## Životopis
Narodil se roku 1845 v Praze, Rakouské císařství, kde studoval fotografii a poté se specializoval na zinkografii a fotografii ve Vídni u fotografa Lanshalta.
Do Bulharska se poprvé dostal jako vojenský fotograf během rusko-turecké války (1877–1878). Údajně mu jeho bratr, kapelník v ruské armádě, řekl, že velitelství ruské armády hledá fotografa. Byl přidělen do velitelství polního maršála Josifa Gurka. Byl přítomen při obléhání Plevenu, jeho fotografie byly otištěny jako rytiny v ruském časopise Niva.
Po válce se vrátil do Prahy, v roce 1880 se oženil s Annou Novákovou.
Prozatímní ruská správa Bulharského knížectví ho v roce 1881 pozvala do čela fotografické služby ve Státní tiskárně v Sofii. Pracoval v soukromých fotoateliérech bratří Karastojanových, Toma Chitrova a dalších. S Tomem Chitrovem otevřeli fotoateliér „Slavjanska světlopisnica„ (“Slovanská malba světlem“), později přejmenovaný na „Slovanská fotografie“, který fungoval až do roku 1885. Poté koupil fotoateliér od českého umělce Valebína (Václava Velebného?). V roce 1898 vyhořel. Od roku 1920 byl jmenován fotografem ve Státní tiskárně a o 4 měsíce později vedoucím fotomechanického oddělení. Aktivně se zapojoval do kulturního života sofijských Čechů.
Je jedním ze zakladatelů společnosti Čech. Zemřel v Sofii 20. prosince 1921.
Jeho syny jsou zoolog akademik Ivan Bureš a vzdělávací a sportovní osobnost Josef Bureš. Dokumenty související s jeho životem jsou uloženy ve fondu 218K (na jméno Ivan Bureš) ve vědeckém archivu Bulharské akademie věd.

## Fotografie
Jedna z nejznámějších fotografií Josefa Bureše je z prvního hromadného pochodu do Černého Vrahu, který zorganizoval Aleko Konstantinov 28. srpna 1895. Další slavná fotografie je portrét básníka Petka Slavejkova a politika Petka Karavelova.
Během bombardování Sofie v roce 1944 bylo mnoho fotografií Josefa Bureše zničeno. Dalším českým fotografem, který působil v Bulharsku byl například Václav Velebný.

## Galerie

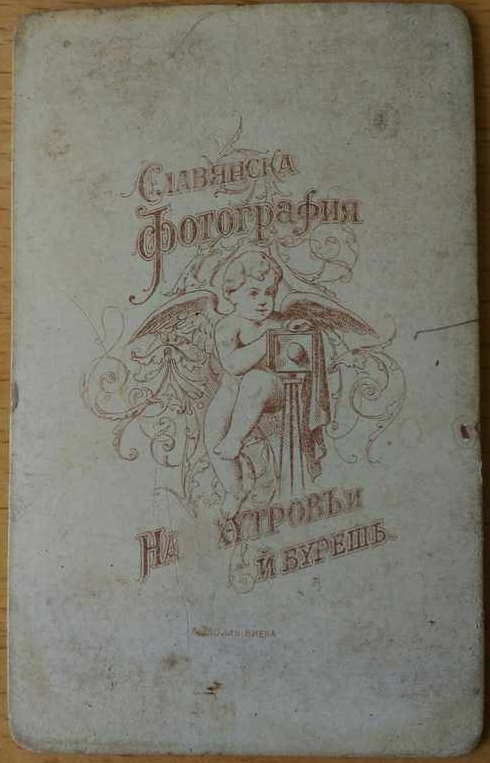
Zadní strana fotografie Bureše a Chitrova s označením „Slavjanska světlopisnica„ (“Slovanská malba světlem“), později přejmenován na „Slovanská fotografie“
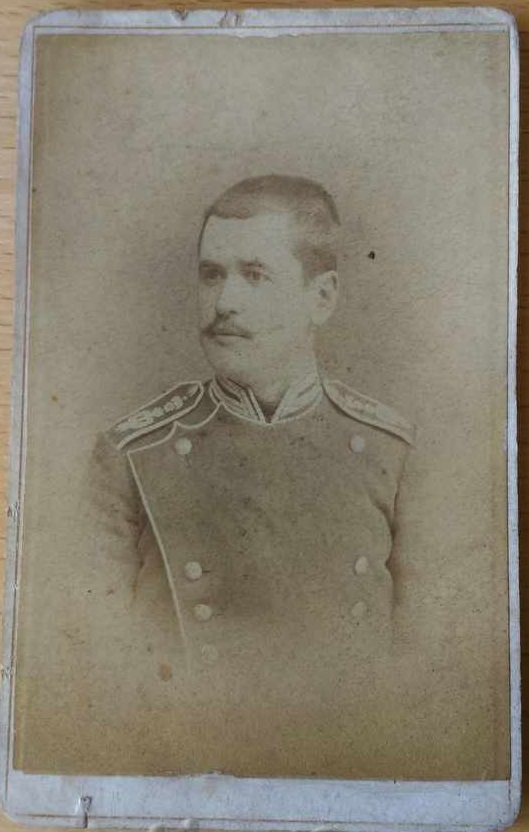
Toma Chitrov a Josef Bureš: Bulharský oficír
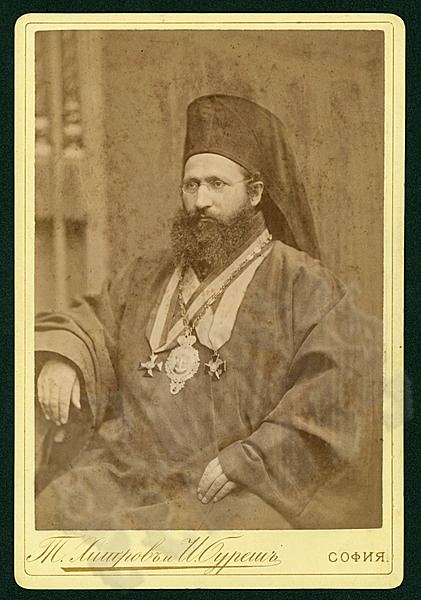
Metropolita Gervasij (Genčo Georgijev)
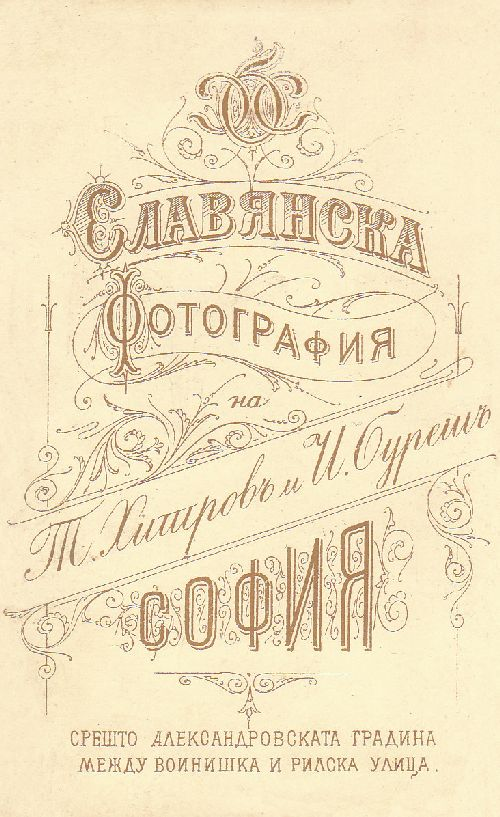
Toma Chitrov a Josef Bureš, zadní strana fotografie